# من غاب عنه المطرب
من غاب عنه المطرب هي كتاب بقلم الثعالبي النيسابوري.
كتاب في الاختيارات الشعرية، يعتبر بمثابة الذيل لكتاب الثعالبي (أحسن ما سمعت) لاتفاق الكتابين في المنهج والمادة والأسلوب، ولافتتاحه معظم فصوله بقوله: (أحسن ما سمعت في هذا ) ويرجح أن الثعالبي ألفه بعد الفراغ من اليتيمة، ولم يكن أبو العلاء فيما يبدو قد اشتهر أثناء تأليف الثعالبي كتابه (أحسن ما سمعت) فلم يأت فيه على ذكر أبي العلاء، بينما نجده مهتماً بشعر أبي العلاء في كتابه (من غاب عنه المطرب) مما يدل أنه من كتبه المتأخرة. طبع الكتاب لأول مرة في القسطنطينية سنة 1302هـ في مجموعة (التحفة البهية) الرسالة الثامنة عشرة، وطبع مؤخراً في القاهرة سنة 1984م بتحقيق د/النبوي عبد الواحد شعلان وفي دمشق سنة 1987م بتحقيق عبد المعين ملوحي. وفي القاهرة 1405هـ بتحقيق النبوي شعلان. ومنه نسخ خطية كثيرة أتى بروكلمان على ذكرها في مادة الثعالبي من دائرة المعارف الإسلامية، منها نسخة بخط الثعالبي نفسه في مكتبة جامع لاله لي باستنبول رقم (1946) والمقصود بعنوان الكتاب: من غاب عنه مطرب يغني له فيكتفي بهذا الكتاب ليطرب ويتغنى بما فيه، قال الثعالبي في مقدمته : "هذا كتاب يشتمل على محاسن الألفاظ الدعجة وبدائع المعاني الأرجة...... وأنفاس الأسحار وغناء الأطيار......تسكر بلا شراب وتطرب من غير إطراب"

## تحقيق
كتاب ( من غاب عنه المطرب ) للثعالبي طبع هذا الكتاب أول مرة في الآستانة سنة 1302 هج بمطبعة الجوائب ضمن مجموعة ( التحفة البهية والطرفة الشهية ) ، ثم طبع طبعة مستقلة بالمطبعة الأدبية في بيروت سنة 1309 هج ، وفي سنة 1405 هج = 1984 م صدرت في القاهرة طبعة محققة عن مكتبة الخانجي ، بتحقيق الدكتور النبوي عبد الواحد شعلان ، وقد اعتمد المحقق نسخة خطية واحدة محفوظة في مكتبة الجامع الأزهر ضمن مجموعة تحمل رقم 1200 خاص ، 7229 عام وهي نسخة جيدة قرئت بعناية وضبطت ضبطا تاما ، وفي سنة 1987 م صدرت طبعتان إحداهما في دمشق بعناية الأستاذ عبد المعين الملوحي وهذه مصححة مع تخريج الأشعار دون استناد إلى مخطوطة لتوثيق النص بل اكتفى المصحح باجتهاداته ومراجعاته لمراجع كثيرة لم يفرد لها قائمة توضيحية لطبعاتها ومحققيها وجهة إصدارها وتواريخ النشر كما يفعل المحققون وكتبب على غلاف الكتاب ( تحقيق ) عبد المعين الملوحي ، والأخرى بعناية الدكتور يونس أحمد السامرائي صدرت عن عالم الكتب ، و مكتبة النهضة العربية- بيروت ، وقد اعتمد المحقق على أربع مخطوطات سوى المطبوعات . هذا وللطبعات الثلاث فهارس ولكن بعضها أدق وأما قراءة النص فتتفاوت وإن كانت طبعة الدكتور النبوي لها الصدارة في الضبط وبعض الزيادات غير أن طبعة الكتور السامرائي بها زيادات كثيرة تثري النص ومع ذلك لا تغني طبعة عن الأخرى ففي كل منها فائدة لا توجد في سواها ويحسن بالدارس النظر في هذه الطبعات والتعليق في حواشي نسخة منها ما تنفرد به الأخريات حتى لا تفوته الفائدة التامة منها كلها.